# Aspidiphorus uma
Aspidiphorus uma is een keversoort uit de familie slijmzwamkevers (Sphindidae). De wetenschappelijke naam van de soort werd in 2003 gepubliceerd door Pal & Sengupta.